# Krzakory
Krzakory (Drymodinae) – monotypowa podrodzina ptaków z rodziny skalinkowatych (Petroicidae).

## Występowanie
Podrodzina obejmuje gatunki występujące w Australii, na Nowej Gwinei i Wyspach Aru.

## Morfologia
Długość ciała 18,5–22 cm; masa ciała 30–46 g (samce są nieco większe i cięższe od samic).

## Systematyka
Rodzaj zdefiniował w 1841 roku brytyjski przyrodnik John Gould na łamach Proceedings of the Zoological Society of London. Jako gatunek typowy wyznaczył krzakora ciemnolicego (D. brunneopygia).  

### Etymologia
- Drymodes (Drymoedus, Drymos, Drymaoedus): gr. δρυμωδης drumōdēs „lesisty, zalesiony”, od δρυμος drumos „knieja, zagajnik”; ειδος eidos „stan rzeczy, sytuacja”, od ειδω eidō „widzieć, dostrzegać, postrzegać”[11].
- Hylodes:  gr. ὑλειωτης huleiōtēs „leśny, epitet Pana”, od ὑλη hulē „las, obszar lesisty”[12]. Typ nomenklatoryczny: Drymodes brunneopygia Gould, 1841.
- Drymodina: rodzaj Drymodes Gould, 1841 (krzakor); łac. przyrostek zdrabniający -ina[13]. Typ nomenklatoryczny: Drymaoedus brevirostris[c] De Vis, 1897.

### Podział systematyczny
Do podrodziny należy jeden rodzaj z następującymi gatunkami:
- Drymodes beccarii Salvadori, 1876 – krzakor brązowogrzbiety
- Drymodes superciliaris Gould, 1850 – krzakor jasnolicy
- Drymodes brunneopygia Gould, 1841 – krzakor ciemnolicy